# Йохан II (Хоя)
Йохан II (на немски: Johann II von Hoya, * 1319 † 27 декември 1377) е от 1324 до 1377 г. управляващ граф на Графство Хоя (от 1345 г. на „горното графство“).

## Биография
Йохан е син на граф Ото II фон Хоя († 1324) и графиня Ерменгард фон Холщайн (†1326), дъщеря на граф Адолф VI от Холщайн-Шауенбург († 1315) и Хелене († сл. 1332), дъщеря на херцог Йохан I от Саксония-Лауенбург († 1285).
След смъртта на баща му (1324) Йохан управлява графството Хоя заедно с брат си Герхард († 1383). През 1338 г. двамата братя купуват Графство Алтбруххаузен. През 1345 г. те разделят графството. Йохан веднага управлява като граф горното графство с резиденция в Нинбург. Герхард получава долното графство с главен град Хоя. Двамата обаче управляват и след това заедно.
По времето на управлението на Йохан избухват черната чума и „конфликтът Хоя“ (1351 – 1359) между ханза-град Бремен и графовете на Хоя, графовете на Олденбург и архиепископа на Бремен. Към края на неговото управление през 1370 г. започва Люнебургската наследствена война, в която Йохан и Герхард се включват като съюзници на херцог Магнус II Торкват фон Брауншвайг-Люнебург.

## Фамилия
Йохан II се жени на 25 април 1338 г. за принцеса Хелена фон Саксония-Лауенбург († сл. 1359), дъщеря на херцог Ерих I фон Саксония-Лауенбург. Двамата имат четири деца:
- Ерих I, († 1426), наследник на Йохан II
- Йохан I, (* 1355; † 1424), 1394 – 1399 епископ на Падерборн и 1399 – 1424 епископ на Хилдесхайм
- Ото IV, († 1424), епископ на Мюнстер и 1410 – 1424 администратор на епископия Оснабрюк
- Ерменгард фон Хоя († 1415), омъжена на 1 септември 1362 г. за Симон III фон Липе († 1410)[2]